# Шамсуддин ас-Самарканди
Шамсуддин Махаммад ибн Ашраф аль-Хусейн ас-Самарканди (араб. السمرقندي‎, вторая половина XIII в.) — среднеазиатский математик и астроном. Работал в Марагинской обсерватории под руководством Насир ад-Дина ат-Туси.
Трактат «Предложения обоснования» посвящён разъяснению ряда предложений I и II книг «Начал» Евклида. Это сочинение сохранилось во многих рукописях, большей частью с комментариями Кази-заде ар-Руми. В отличие от Евклида, ас-Самарканди широко применяет движение в геометрии, считая что доказательство с помощью движения «произведено истинным путём».
В этом трактате содержится ещё одна попытка доказательства V постулата Евклида, схожая с попыткой ал-Джаухари. Ранее считалось, что эта попытка принадлежит самому ас-Самарканди, но затем было выяснено, что её автором является ал-Абхари. Она начинается с предложения о том, что в угле можно провести бесконечно много «хорд», являющихся основаниями равнобедренного треугольника. Автор ошибочно считает, что из этого предложения непосредственно вытекает другое, согласно которому через произвольную точку внутри угла можно провести прямую, пересекающую обе стороны этого угла.
Ас-Самарканди написал также «Трактат о циркуле для проведения конических сечений», комментарий к «Альмагесту» Клавдия Птолемея, «Памятку по астрономии». Сохранился составленный ас-Самарканди звёздный календарь на 1267 год.